# Кубок Фарерських островів з футболу 2015
Кубок Фарерських островів з футболу 2015 — 61-й розіграш кубкового футбольного турніру на Фарерських островах. Титул вп'яте здобув клуб Вікінгур.

## Календар
| Раунд            | Дата                        |
| ---------------- | --------------------------- |
| Попередній раунд | 28 березня - 1 квітня 2015  |
| Перший раунд     | 6 квітня 2015               |
| Чвертьфінали     | 22 квітня 2015              |
| Півфінали        | 21 травня - 3/4 червня 2015 |
| Фінал            | 29 серпня 2015              |

## Попередній раунд
Матчі проходили 28 березня та 1 квітня 2015.
| Команда 1  | Рахунок | Команда 2       |
| ---------- | ------- | --------------- |
| Ундрід (4) | 0–5     | Гіза/Гойвік (3) |
| Ройн (3)   | 0–1     | 07 Вестур (2)   |

## Перший раунд
Матчі проходили 6 квітня 2015.
| Команда 1       | Рахунок | Команда 2       |
| --------------- | ------- | --------------- |
| ГБ Торсгавн     | 1–0     | Скала (2)       |
| ЕБ/Стреймур     | 3–2     | Клаксвік        |
| Фуглафйордур    | 5–0     | Б71 Сандур (2)  |
| Вікінгур (Гета) | 4–0     | Б68 Тофтір (2)  |
| Б36 Торсгавн    | 2–1     | Творойрі        |
| Мідвагур (2)    | 0–3     | Гіза/Гойвік (3) |
| НСІ Рунавік     | 2–1     | Сувурой         |
| 07 Вестур (2)   | 1–2     | АБ Аргир        |

## Чвертьфінали
Матчі проходили 22 квітня 2015.
| Команда 1       | Рахунок               | Команда 2       |
| --------------- | --------------------- | --------------- |
| Б36 Торсгавн    | 4–0                   | ЕБ/Стреймур     |
| Гіза/Гойвік (3) | 1–4                   | ГБ Торсгавн     |
| Фуглафйордур    | 3–3 (д.ч.) 8–9 (пен.) | Вікінгур (Гета) |
| НСІ Рунавік     | 2–2 (д.ч.) 5–4 (пен.) | АБ Аргир        |

## Півфінали
Матчі проходили 21 травня та 3/4 червня 2015.
| Команда 1       | Заг. | Команда 2    | 1-й матч | 2-й матч |
| --------------- | ---- | ------------ | -------- | -------- |
| Вікінгур (Гета) | 2–1  | Б36 Торсгавн | 0–1      | 2–0      |
| НСІ Рунавік     | 2–0  | ГБ Торсгавн  | 1–0      | 1–0      |

## Фінал
| 29 серпня 2015 19:45 WEST |

| Вікінгур (Гета)                          | 3–0      | НСІ Рунавік |
| ---------------------------------------- | -------- | ----------- |
| С. Олсен 10' Г. Гансен 32' Х. Гансен 58' | Протокол |             |

| «Торсволлюр», Торсгавн Глядачів: 3,367 Арбітр: Ейлер Расмуссен |